# Dirachmaceae
Dirachmaceae је мала монотипска фамилија биљака, ендемичних за Сокотру и Сомалију. Фамилија обухвата свега две врсте Dirachma socotrana и Dirachma somalensis.